# Arjeta
Arjeta (unbest. Arjetë) ist ein albanischer weiblicher Vorname mit der Bedeutung „Goldenes Leben“. Er setzt sich aus den Wörtern ar („Gold“; [best.] ari) und jeta („Leben“; [unbest.] jetë) zusammen. Bei Albanern aus dem ehemaligen Jugoslawien ist auch die Form Arijeta verbreitet.

## Namensträger
- Arjeta Zuta (* 1986), Schweizer Musikerin albanischer Herkunft